# ژان-لورن بونافه
ژان-لورن بونافه، (به فرانسوی: Jean-Laurent Bonnafé) (زاده ۱۴ ژوئیه ۱۹۶۱) کارآفرین، بانکدار و مدیر ارشد اجرایی فرانسوی است، که از سپتامبر ۲۰۱۱ به‌عنوان مدیر عامل اجرایی بانک ب ان پ پاریبا فعالیت می‌کند.